# Teufelstein (Rhön)

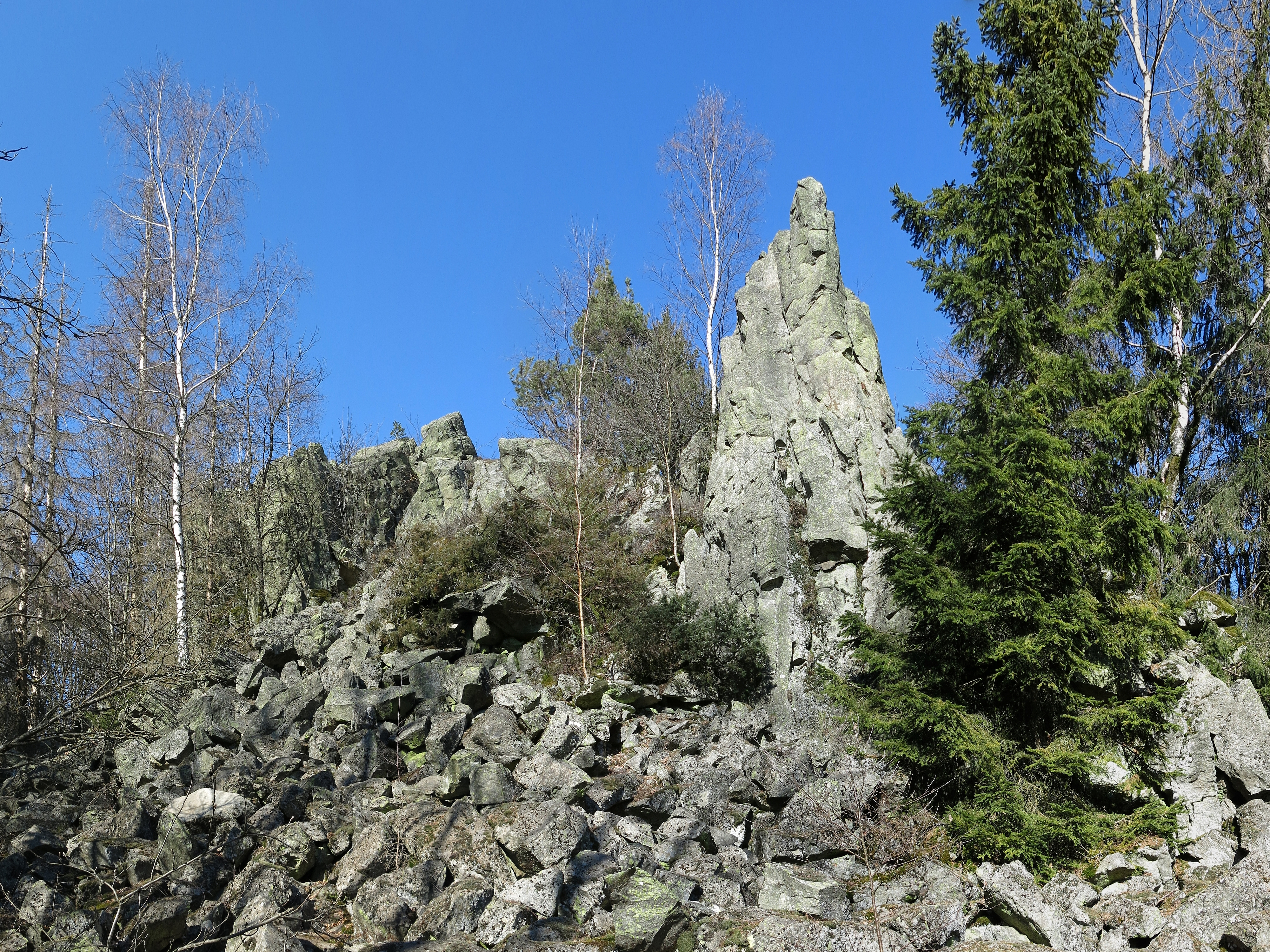
Phonolithfelsen im Gipfelbereich (Naturdenkmal)

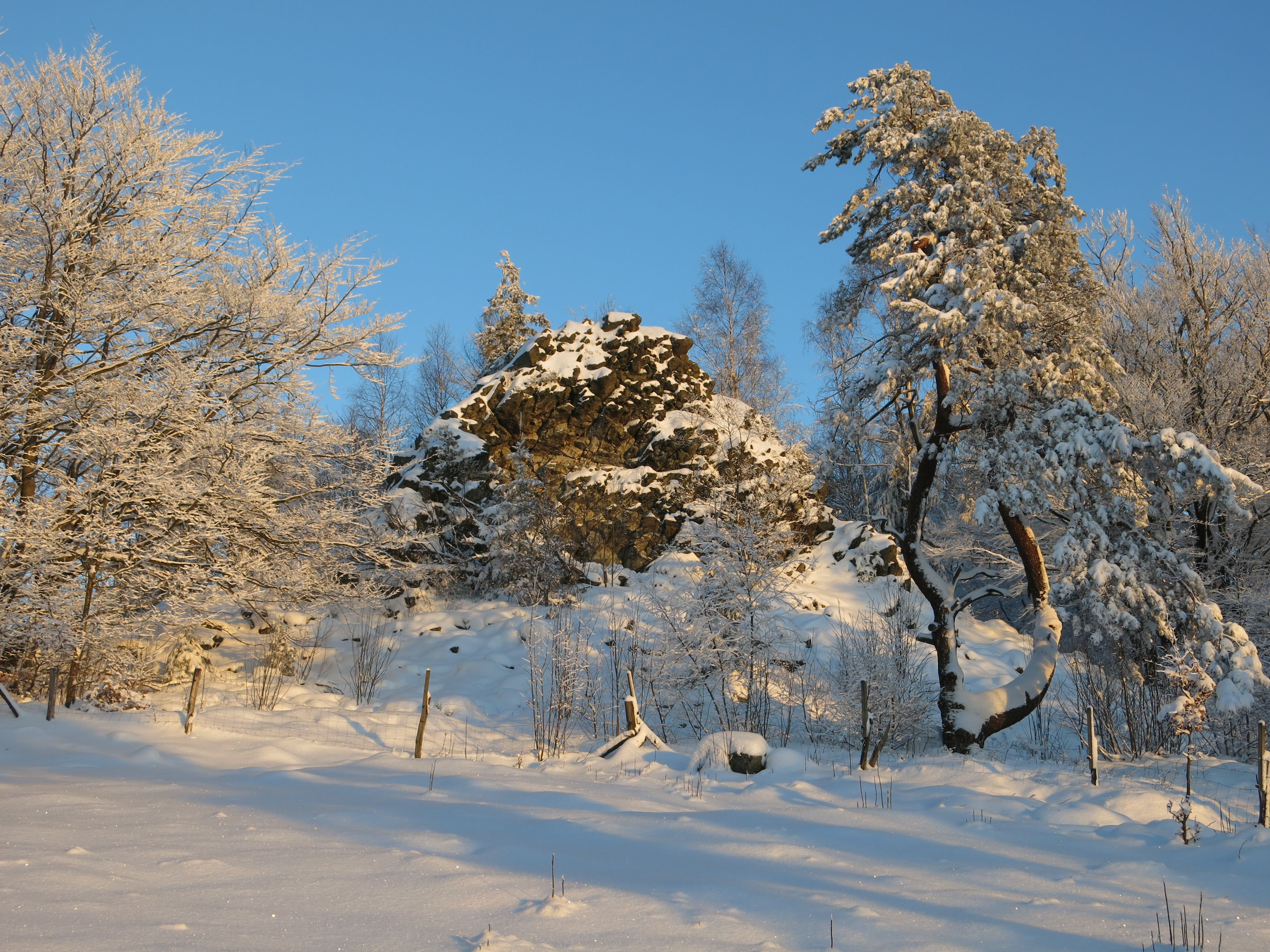
Ansicht des Gipfelfelsens von Westen

Der Teufelstein ist ein 729,4 m ü. NHN hoher Berg in der Rhön bei Steinwand, einem Ortsteil von Poppenhausen im osthessischen Landkreis Fulda. Er zählt naturräumlich zur Milseburger Kuppenrhön, wohingegen der östlich benachbarte Weiherberg (785 m) bereits zur Wasserkuppenrhön gerechnet wird. Im Gipfelbereich des Teufelsteins befindet sich eine Felsformation, die als Naturdenkmal ausgewiesen ist und dem Berg den Namen gab.

## Geographie

### Lage
Der Teufelstein erhebt sich im Naturpark Hessische Rhön. Sein Gipfel liegt – gegen den Uhrzeigersinn betrachtet – 3 km südöstlich von Wolferts, 3,7 km nordöstlich von Poppenhausen, 2,3 km nordwestlich von Abtsroda, 2,9 km südwestlich von Dietges und 3 km südlich der Milseburg (jeweils Luftlinie). Er liegt nur 1,5 km südöstlich des Fuldaer Hauses.
Zwischen den Teufelstein und dem Weiherberg liegt die Passhöhe Grabenhöfchen (Höhe 685 m), die die Wasserscheide zwischen Fulda und Werra bildet. Nordöstlich des Berges liegen die Quellen der Bäche Bieber und Wanne jeweils nur wenige hundert Meter Luftlinie vom Gipfel entfernt.

### Naturräumliche Zuordnung
Der Teufelstein gehört in der naturräumlichen Haupteinheitengruppe Osthessisches Bergland (Nr. 35), in der Haupteinheit Vorder- und Kuppenrhön (mit Landrücken) (353) und in der Untereinheit Kuppenrhön (353.2) zum Naturraum Milseburger Kuppenrhön (353.21).

### Gestein
Der Teufelstein ist ein 200 m langer Phonolithdurchbruch mit Einschlüssen von Glimmerschiefer im örtlichen Buntsandstein. Die in seiner Nähe umherliegenden Phonolithblöcke bilden zum Teil fünf- bis sechskantige Säulen. Durch deren bizarre Formationen erhält der Berg seinen besonderen touristischen Reiz.

## Schutzgebiete
Der Teufelsstein liegt im Landschaftsschutzgebiet Hessische Rhön (CDDA-Nr. 378477; 1967 ausgewiesen; 410,31 km² groß), im Naturpark Hessische Rhön und im Biosphärenreservat Rhön. Die Felsformationen sind vom Landkreis Fulda als Naturdenkmal eingestuft worden.

## Infrastruktur, Verkehr und Wandern
Vom Weiherberg ist der Teufelstein durch die Bundesstraße 458 getrennt, über die er gut zu erreichen ist. An der Straße liegt bei Grabenhöfchen ein Parkplatz von dem ein örtlicher Wanderweg nach Poppenhausen sowie ein Rundwanderweg ausgehen.

## Die Legende vom Teufelsstein
Um die besondere Felsformation rankt sich folgende Legende, die vermutlich auch zur Namensgebung beigetragen hat.
Der Teufelsstein bei der Milseburg

„Als der Teufel einst sah, daß man auf der Milseburg eine Kirche errichtete, versprach er einem Bewohner der Gegend, ihm dort ein Wirtshaus zu bauen. Dieser gelobte dem Satan dafür seine Seele, wenn das Wirtshaus wenigstens einen Tag eher fertig würde als die Kirche. Beim Bau der Milseburgkapelle hat aber der heilige Gangolf selbst mitgeholfen. Durch seine Gebete fügten sich die Steine schneller als durch des Teufels Flüche. So wurde das Kirchlein fertig, bevor der Teufel mit dem letzten Stein für das Wirtshaus durch die Lüfte geflogen kam.
Kaum sah dieser, daß er seine Wette und obendrein eine Seele verloren hatte, schleuderte er einen gewaltigen Felsen auf das Wirtshaus hinab und zertrümmerte den ganzen Bau.
Man kann die Spuren heute noch sehen. Die Steine liegen dort übereinander wie gespaltene Eichenstämme in einem wirren Holzhaufen.“

Der in der Legende als Milseburgkapelle beschriebene Bau ist heute als Gangolfskapelle bekannt.